# مضر جبر
مضر ناجي جبر (15 ديسمبر 1985 -)، ممثل سوري.

## حياته ونشأته
هو ابن للفنان ناجي جبر الملقب بأبو عنتر آخر قبضايات الدراما السورية. خريج كلية إدارة أعمال من جامعة القلمون الخاصة شارك لأول مرة في عالم التمثيل في مسلسل «بيت جدي» الذي سبق وأن شارك والده الفنان ناجي جبر في الجزء الأول منه، أحب مضر أن يكمل مسيرة والده في عالم التمثيل لهذا التحق ببرنامج «الممثل» الذي كان يبث على قناة الدنيا ومن هنا بدأت حياته الفنية ترسم طريقها إلى النجومية.

## أعماله
- بيت جدي 2(2008)
- شيفون (2011)
- يوميات مدير عام 2 (2011)
- مرايا (2011)
- الزعيم (2011)
- الولادة من الخاصرة 2 (2012)
- شهر زمان (2015)
- لست جارية (2016)
- أحمر (2016)
- مذنبون ابرياء (2016)
- عطر الشام 2 (2017)
- شبابيك (2017)